# 水曜スペシャル
『水曜スペシャル』（すいようスペシャル）は、1976年4月28日から1986年3月26日までテレビ朝日 (1977年3月まではNETテレビ) 系列局が編成していたテレビ朝日 (1977年3月まではNETテレビ) 制作の単発特別番組枠である。編成時間は毎週水曜 19:30 - 20:51 （日本標準時）。

## 概要
NETは1976年4月28日から水曜19:30 - 20:51の時間帯に単発枠を設け、「川口浩探検隊シリーズ」など数々のバラエティ、ドキュメンタリーなどを放送、またアニメ『ドラえもん』の人気が上がると、『ドラえもん』を筆頭とした藤子アニメ劇場版関連のアニメ特集も放送してきた。1987年10月の改編でウイークデーの19:20 - 20:00に全国ニュース『ニュースシャトル』が設置されたためにいったん終了するも、1988年4月の改編で火曜夜20:00 - 21:48にて『火曜スーパーワイド』として放送され、『ニュースシャトル』の18時台への移動により、1989年4月に『水曜スーパーテレビ』として復活。1990年4月の改編で『火曜スーパーワイド』と『水曜スーパーテレビ』を終了させ、同年4月スタートの『水曜スーパーキャスト』に一本化されて枠が2時間に拡大するものの、1年で90分枠（『水曜特バン!』）に戻る。
1995年9月に『水曜特バン!』は終了、その後特別番組は同年4月スタートの『ザ・スーパーサンデー』に一本化される。その後タイトルを変えながら継続されたが1999年3月に終了。その後3年間テレ朝はゴールデンタイムの特番枠を失う。
2002年7月、水曜の2番組（後述）を打ち切り、『スイスペ!』としてこの時間の特番枠が復活。しかし、2004年10月改編で水曜19時台に関東などでは日曜未明（土曜深夜）、関西地区では土曜夕方に同枠で2度放送し高視聴率を獲得した『愛のエプロン』、また20時台には木曜23時台で放送していた『銭形金太郎』が昇格。番組を土曜19:00 - 20:54に移動し、タイトルを『ドスペ!』と変更して再スタートすることになった。
2007年7月15日より2時間単発番組『サンデーデラックス』を18:56 - 20:54で復活することが決まったが、同年12月で放送を終了することになった（2007年9月までこの枠は『旅の香り』の2時間スペシャル枠でもあったため交互に放送される編成となった）。
2009年4月から『サタスペ!』として再び2時間単発枠が編成されたが、同年9月に終了した。
ただし、朝日放送（ABC）では、『ゴールデンナイター→スーパーベースボール』に阪神のホーム戦もしくは（全国ネットの巨人戦を除く）関西ローカルと（ビジター側の編成によっては中日戦でメ〜テレに、広島戦で広島ホームテレビにもネットされる場合があった）差し替えられる場合があったため、その場合は土曜日の昼間（ABCの場合）に変更された（テレビ公開捜査などの生放送の回を除く）。
これは広島ホームテレビの広島のホーム戦のローカル中継に差し替えられた場合も同じである（かつては阪神戦でABC主管制作により2局ネットとなる場合があった）。
本記事では便宜上、「水曜スペシャル」「新水曜スペシャル」「水曜スーパーテレビ」「水曜スーパーキャスト」「水曜特バン!」「スイスペ!」と記載する。

## 番組タイトル史

### 水曜スペシャル
1976年5月 - 1986年3月に放送。川口浩探検隊やクイズ・バラエティー番組などを中心に編成。また、当時クロスネット局だった秋田テレビ・新潟総合テレビ・テレビ信州・テレビ大分でも同時ネットで放送した。不定期に朝日放送（ABC）制作の回があった。

#### 川口浩探検隊シリーズ
川口浩が隊長を務めたサバイバル企画。南半球のジャングルを中心とした世界各地の秘境に猛獣・UMA・少数民族などを求めて探検する。泉放送制作との共同制作。
企画は1977年3月から翌年1月まで3回放送された水曜スペシャルの探検番組がベースとなっている。この時、川口はスタジオパートの司会で登場し、探検隊長は西村晃、宍戸錠が務めたが、川口自身が探検隊長になることを希望し、3月15日放送分より川口浩探検隊シリーズがスタートした。
娯楽要素を随所に盛り込み、隊員が罠にかかる、蛇に噛まれるなどの過剰な演出によるやらせを逆手に取った大胆な内容が人気を呼んだ。恐怖シーンや大発見シーンなどでは必ず「ジャーン」と派手な効果音が流され、田中信夫によるダイナミックなナレーションも展開を盛り上げた。
BGMは『猿の惑星』や『カプリコン・1』『U・ボート』『カサンドラ・クロス』『特別狙撃隊S.W.A.T.』などのテーマ曲が使われた。特に『特別狙撃隊S.W.A.T.』のテーマ曲はオープニングで使用され、後継の藤岡弘、探検シリーズやパロディでも使用されていることから、現在も当番組を代表するテーマ曲として知名度が高い。
シリーズは7年間にわたって続いたが、1985年10月に同じテレビ朝日の『アフタヌーンショー』が起こしたやらせ事件が社会問題となったことと、川口が癌で療養に入ったこともあり、同年11月をもって終了した（シリーズ特別編として、川口の闘病を追った特番も放送されている）。
当シリーズは放送終了後も根強い人気を誇っており、パロディ・オマージュ作品が多数制作されているほか、2002年以降には『スイスペ!』枠にて藤岡弘、が隊長を務める「藤岡弘、探検隊シリーズ」が制作された（後述、または藤岡弘、探検シリーズを参照）。2005年には人気エピソード6本を収録したDVDも発売されている。2020年6月12日放送の『マツコ&有吉 かりそめ天国』では「再放送委員会」のコーナー企画として1982年6月9日・1983年6月22日放送分の一部が放送された。同年11月6日より「今週の川口浩探検隊」と名称を変更し、本番組の再放送を行うコーナーに変更されている。
隊員として出演していた小山均によると、川口が療養から復帰した時に「ネタばらしをしてリセット」するつもりで「全て本当のことを話そう」ということで本シリーズの裏を全部明かすという特番をやろうということになっていたという。川口は探検隊はずっとやるつもりで、「ネタばらし特番」の後に自分のライフワークとして続けるつもりでいたという。この1988年の正月特番を想定し、その後川口探検隊は和製『インディ・ジョーンズ』と言われる冒険ドラマの制作に取り掛かるつもりだったと話している。しかし川口が1987年11月17日に亡くなったことでこれらの全ては幻となった。小山は「川口さんは世間に対しては『我々は本当の冒険をやってる』という立場で亡くなった」ということで、ネタばらしをやってしまうと川口のことを茶化すことになり、結局インチキだみたいに思われかねないので、どこまで喋っていいのかわからなかったという。その後2005年にDVDが発売されたこともあって「もういい加減全部バラそう」という機運が高まり、この番組のエピソードを書籍化しようとする動きは何度かあったが、2006年9月末に、この番組の元プロデューサーによる1億3000万円の所得隠し及び下請け制作会社等への番組制作架空発注の発覚、翌2007年1月に『発掘!あるある大事典』（関西テレビ制作、フジテレビ系）で起きたデータ捏造問題が発覚して、「ヤバい」という空気になったということで書籍化の話もいつしか無くなっていったという。
嘉門達夫（現・嘉門タツオ）が、本番組のお約束要素を含めてネタにした曲「ゆけ!ゆけ!川口浩!!」をヒットさせている。
| 回数 | 放送日         | タイトル                                                                                       | 備考                                    |
| ---- | -------------- | ---------------------------------------------------------------------------------------------- | --------------------------------------- |
| 1    | 1977年7月20日  | 死の八甲田山の謎!映画も明かせなかったその真相                                                  | 探検隊長：西村晃 司会：川口浩、磯野洋子 |
| 2    | 1977年11月16日 | ルソン島奥地の秘境に首狩り族は実在した!!無数の頭蓋骨が語る今なお残る恐怖の奇習!現地完全VTR取材 | 探検隊長：宍戸錠 司会：川口浩、早瀬久美 |
| 3    | 1978年1月18日  | 地上最大の毒蛇デビルファングを追え!                                                            | 探検隊長：西村晃 司会：川口浩、磯野洋子 |

| 回数   | 放送日         | タイトル                                                                                | 備考                                                               |
| ------ | -------------- | --------------------------------------------------------------------------------------- | ------------------------------------------------------------------ |
| 1      | 1978年3月15日  | 20世紀の奇跡を見た!!人跡未踏の密林に石器民族は1000年前の姿そのままに実在した!!          |                                                                    |
| 2      | 1978年6月28日  | 驚異の人食いワニ・ブラックポロサスを追え!恐怖の毒蛇タイパン狩り!2億年の恐竜は存在した!  |                                                                    |
| 3      | 1978年11月29日 | 暗黒の魔境アマゾン奥地3000キロに幻の原始民族を追え!! -第1部-                            |                                                                    |
| 4      | 1978年12月6日  | 暗黒の魔境アマゾン奥地3000キロに幻の原始裸族を見た!! -第2部-                            |                                                                    |
| 5      | 1979年2月14日  | 緊急特報!パラオ島奥地に生き残り日本兵を追え!!                                           | [ 備考 1 ]                                                         |
| 6      | 1979年5月9日   | あのジョーズの海フロリダ沖に人食いサメは存在した!!                                      |                                                                    |
| 7      | 1979年8月15日  | 完全踏破!ガタルカナル奥地に白骨街道は実在した!!2万5千の遺骨が語るガ島奪回丸山道作戦の謎 |                                                                    |
| 8      | 1979年10月10日 | これが地球の底だ!!人類未踏!オーストラリア世界最大の地底大洞穴探検!!                     |                                                                    |
| 9      | 1980年1月23日  | これが海底大洞窟だ!!世界最大!パラオ諸島の二つの島を結ぶ鍾乳洞トンネルは実在した!!       |                                                                    |
| 10     | 1980年2月13日  | 姥捨て!八丈島日本最長の溶岩大洞窟に人捨て穴は実在した!!                                 |                                                                    |
| 11     | 1980年4月23日  | 恐怖の人食いザメ!!南オーストラリア嵐の海に人間が食われる瞬間を見た!                     |                                                                    |
| 12     | 1980年5月28日  | 爬虫類王国オーストラリア!猛毒蛇の大洞窟征服の果てに幻の白いカンガルーを見た!!           | 広島ホームテレビはプロ野球「広島 vs ヤクルト」中継のため遅れネット |
| 13     | 1980年7月9日   | 恐怖の人食いトラ!!インドネシア・スマトラに“密林の殺し屋”を追え!!                        | スマトラトラの捕獲に成功。                                         |
| 14     | 1980年7月30日  | 巨大怪蛇ナーク!!タイ秘境底なし沼に恐怖の魔人は実在した!!                                | 視聴率27.7%（シリーズ最高視聴率）                                  |
| 15     | 1980年10月22日 | 恐怖の首狩り族!ルソン島未踏の奥地にウロン族は実在した!!                                 |                                                                    |
| 16     | 1980年11月19日 | “ギャオ”これが地球の割れ目だ!氷の国アイスランド地底大洞穴に恐怖のマグマ地獄を見た!!     |                                                                    |
| 17     | 1980年11月26日 | “ギャオ”これが地球の底だ!火と鳥の島アイスランド地底大洞穴に“悪魔の腹わた”を見た!!       |                                                                    |
| 18     | 1981年2月25日  | 恐怖の世界猛獣探検隊シリーズ総特集!!                                                    |                                                                    |
| 19     | 1981年4月29日  | 首狩り族か!人食い人種か!?最後の魔境ボルネオ奥地に恐怖のムル族は実在した!!               |                                                                    |
| 20     | 1981年7月8日   | 恐怖の吸血コウモリ数万大群をメキシコ魔境洞穴に捕獲せよ!!                                |                                                                    |
| 21     | 1981年10月7日  | 巨大怪奇地底都市!!美少女ミイラ発見!トルコ秘境に幻の黄金宮殿の謎を追え!!                 |                                                                    |
| 22     | 1981年11月4日  | 湖が消えた!謎の巨大異常現象をユーゴスラビアに見た!!                                     |                                                                    |
| 23     | 1981年11月11日 | 密林の王者ターザンは実在した!!                                                          |                                                                    |
| 24     | 1982年5月12日  | 恐怖!双頭の巨大怪蛇ゴーグ!南部タイ秘境に蛇島カウングの魔人は実在した!!                  | DVD収録作品。視聴率22.4%（シリーズ視聴率5位）                      |
| 25     | 1982年6月9日   | 謎の原始猿人バーゴンは実在した!パラワン島奥地絶壁洞穴に黒い野人を追え!                  | DVD収録作品                                                        |
| 26     | 1982年7月28日  | 恐怖の死闘!猛毒ハブ異常大軍団の謎を台湾秘境洞穴に見た!!                                 |                                                                    |
| 27     | 1982年12月1日  | 謎の巨大要塞島!コレヒドール地底に白骨トンネルは存在した!                                |                                                                    |
| 28     | 1982年12月8日  | 恐怖の人食いトラ!スマトラ奥地密林に血に飢えた牙を追え!!                                 |                                                                    |
| 29     | 1983年1月19日  | 謎の地底大噴火!中国竜口洞に怪現象“仙人水”は実在した!!                                   | 視聴率22.7%（シリーズ視聴率4位）                                   |
| 30     | 1983年2月9日   | 恐怖の人食いザメをオーストラリア死の海に追え!                                           |                                                                    |
| 31     | 1983年6月22日  | 恐怖!ブラジル魔境に人食いピラニア大軍団を追え!逆襲死闘                                  | [ 備考 2 ]                                                         |
| 32     | 1983年7月27日  | 驚異!幻の魔獣“バラナーゴ”をスリランカ奥地密林に追え!!                                   | DVD収録作品。視聴率23.1%（シリーズ視聴率3位）                      |
| 33     | 1983年10月19日 | 決死の大氷壁!アルプス大洞穴に謎の巨大氷宮殿は実在した!!                                 |                                                                    |
| 34     | 1984年1月25日  | 衝撃!魔境ボルネオ島奥地に幻の巨大獣人を追え!!                                           | 視聴率23.7%（シリーズ視聴率2位）                                   |
| 35     | 1984年4月11日  | 恐怖の蛇島は実在した!!南フィリピン魔の海に異常発生大群団を追え!!                        |                                                                    |
| 36     | 1984年5月30日  | 驚異!幻の石器民族はボルネオ島奥地密林に実在した!!                                       |                                                                    |
| 37     | 1984年7月4日   | 恐怖の人食いワニ!オーストラリア魔の河に死神ブラックポロサスを追え!!                     |                                                                    |
| 38     | 1984年10月17日 | 衝撃!謎の巨大白骨洞穴発見!!パラワン島密林に“開かずの扉”は実在した!!                     |                                                                    |
| 39     | 1985年1月16日  | 恐怖の巨大怪鳥ギャロン!ギアナ奥地落差1000メートルの大滝ツボ洞穴に原始怪獣を追え!!       | DVD収録作品                                                        |
| 40     | 1985年4月24日  | 暗黒の怪“光る河”はブラジル死の妖気大洞穴に実在した!!                                    |                                                                    |
| 41     | 1985年6月19日  | フィリピン原始洞穴に幻の石器裸族タオパントゥは実在した!!共同生活5日間                   |                                                                    |
| 42     | 1985年7月24日  | ワニか怪魚か!?原始恐竜魚“ガーギラス”をメキシコ南部ユカタン半島奥地に追え!!              | DVD収録作品                                                        |
| 43     | 1985年7月31日  | ワニか怪魚か!?原始恐竜魚“ガーギラス”をメキシコ南部血塗られた伝説の湖に追え!! -完結編-   | DVD収録作品                                                        |
| 44     | 1985年11月13日 | ガラパゴス炎上!珍獣を絶滅から救え!!地上最後のゾウガメ大捜索!                            |                                                                    |
| 45     | 1985年11月20日 | 珍獣王国ガラパゴス炎上!火災現場大捜査!                                                  |                                                                    |
| （46） | 1986年5月7日   | 流氷が落日に燃えた・川口浩がんを乗り越え新たな出発                                      | [ 備考 3 ]                                                         |

1. ↑  アンガウル島戦に従軍した船坂弘の発案で、隊員によるペリリュー島での日本軍の洞窟陣地の捜索及び戦没者の遺骨収集が行われた。船坂は番組の監修、現地案内も行った。
2. ↑  川口が手指をピラニアに噛まれて負傷した。
3. ↑  ガラパゴス探検後癌が発覚した川口が北海道で闘病とリハビリに挑む姿を追った番組。『新水曜スペシャル』で放送された。便宜上、この番組も川口浩探検シリーズとして取り扱う。

#### 春秋改編期の特番
年2回（春・秋）の番組改編期には、「輝け!オールスター」を冠した人気番組対抗などの番組があった。この時はテレビ朝日の制作に加え、ABCも制作協力局として参加した。なおこれらの番組は、90分枠時代は一部を除き19:00からの拡大版となっていた。
- 春のテレビまつり - 1977年3月30日に放送。初の改編期特番。
- 春だヨ!番組対抗オールスター爆笑ゲーム大会 - 1978年3月29日放送。司会は「探検隊シリーズ」の川口浩と、横山やすし・西川きよし。
- 輝け!'78番組祭り オールスター大行進 - 1978年10月4日放送。初の秋の改編期特番。
- 輝け!オールスターかくし芸!!'79春の番組祭り大行進 - 1979年3月28日放送。
- オールスター番組対抗ボウリング大会 - 1979年秋から1987年春まで放送された、最大の名物改編期特番。（1981年秋を除く）1982年までは春秋開催だったが、1983年からは春のみに限定された。
- 激突!オールスター秋の番組祭り!!どこまで笑アップするの大作戦!! - 1981年9月30日放送。『欽ちゃんのどこまでやるの!?』と『笑アップ歌謡大作戦』を流用した特別版。
- 輝け!オールスター秋の番組対抗ウルトラ料理大賞 - 1983年9月28日と1984年9月26日に放送。
- 輝け!'85オールスター秋の人気番組対抗 爆笑!クイズでヒントゲームでピント - 1985年9月25日に放送。『象印クイズ ヒントでピント』を流用。

#### その他の特番
- 世界初独占実験生放送‼︎超能力者クロワゼット東京オランダ１万キロ透視成功の瞬間‼︎ここが現場だ！謎の難事件死体発掘 - 1976年５月５日放送。番組の企画監修者である中岡俊哉が主導し、オランダからジェラルド・クロワゼットを招聘。クロワゼットがオランダで透視した「椅子テスト」の結果発表、そして透視による行方不明者捜索の報告を盛り込んだ。捜索班が千葉県市原市で行方不明だった女児の遺体を発見した映像が流され、視聴率は30.5%を記録した[6]。
- 話題独占!!トラック野郎ギンギラ歌合戦 - 1976年11月17日放送[7]。当時人気絶頂だった東映映画『トラック野郎』シリーズ便乗企画。全国からトラックドライバーが家族と共にデコトラで参加し、歌を競う。司会はせんだみつお・黒沢洋子・横山やすし。ゲストは『トラック野郎』主演者の菅原文太と、当時トラック野郎のアイドル的存在だった八代亜紀。
- 輝け!日本一人間大賞 - 初期の常連企画。日本全国から参加した「超人」22名が東西11名ずつに分かれ、1対1で超人技を披露。観客から選ばれた100名が審査し、点数の多い方が1点獲得。これを11回戦行い、最終的に点数の多い方が優勝[注 3]。そしてその中から一番多く個人点を獲得した超人が「日本一大賞」となる。番組は3種類有り、大人が参加する「日本一人間大賞」の他、子供が参加する「日本一ちびっこ大賞」、動物が飼い主と一緒に参加する「日本一動物大賞」が有った。司会は土居まさる。
- ちびっこものまね紅白歌合戦 - 1976年 - 1984年。制作は渡辺プロダクション。日本全国から参加した子供が男女別に分かれ、『NHK紅白歌合戦』形式で歌まねを披露する。番組の合間にはドラえもん（1979年大会に出演）を筆頭としたテレビ朝日番組のキャラクターが応援出演したり、子供が扮した「電線軍団」やデンセンマンが登場し、『電線音頭』を皆で踊るなどの趣向も有った。同じ渡辺プロが制作した『ビッグスペシャル』で始まり、1974年12月30日・1975年7月28日・同年12月29日（いずれも『ビッグスペシャル』などの渡辺プロ制作枠が存在する月曜日）に放送されていたのを、本枠開始と共に春大会と夏大会の放送を本枠で放送（冬大会は引き続き月曜2時間枠で放送）、その後1978年から春大会を廃止、1979年からは夏大会も廃止して冬大会だけに変更、同時に冬大会も本枠に移動[注 4]し、放送枠も春・夏同様90分枠に変更した。総合司会は玉置宏、紅組キャプテンは安西マリア・鶴間エリ[注 5]・林寛子・明石直子・チェリッシュ[注 6]ほか、白組キャプテンは宮内恒雄・青空球児・好児・ジェリー藤尾[注 7]・みのもんた・小松政夫ほか。審査員は服部良一（初代・委員長）・中島力（2代目委員長。当時・テレビ朝日制作局長）・近江俊郎ほかで、概ね「テレビ朝日上層部」・「歌謡界関係者」・「スポーツ選手」で構成、「オペレータールーム」（審査集計場である別室）レポーターはありま双兵・秋山武史。なお番組後期からはエンディングテーマ「まねまね音頭」も登場した[注 8]。
- ドリフもすべるよ!'77オールスター紅白対抗スケート大会!! - 1977年2月23日放送[8]。かつて『ビッグスペシャル』・『ビッグワイド60分』で放送された氷上ゲーム合戦を、当枠で放送。
- 死の山 八甲田の謎 - 1977年7月20日放送[9]。同年公開の映画『八甲田山』人気に便乗し、八甲田山の過去を振り返るドキュメンタリー。司会は川口浩ほか。
- キャンディーズ燃え尽きるまであと35日 - 1978年3月1日。同年4月4日に解散するキャンディーズの特集。『みごろ!たべごろ!笑いごろ!』で共演中の西田敏行も出演）[10]。
- ルーツ特集 - 1978年4月5日。1年前に同局で放送され、同年4月9日から再放送される大型海外ドラマ『ルーツ』の事前特番。司会：児玉清、レポーター：来栖あんな、ゲスト：見城美枝子・池田秀一・淀川長治[11]。
- 緊急特番!!SF大作"宇宙からのメッセージ" - 1978年4月26日。3日後の同年4月29日に公開される特撮映画『宇宙からのメッセージ』の宣伝番組。司会：土居まさる、レポーター：山本由香利（現 - ゆか里）、ゲスト：石森（石ノ森）章太郎[12]
- 新横綱誕生 おめでとう若三杉 - 1978年5月24日。第56代横綱に昇進した「若三杉」改め「二代目若乃花幹士」（第18代 年寄間垣）を特集[13]。
- ドリフターズ出づっぱり90分! - 1978年10月25日。ザ・ドリフターズの海外ドキュメント。いかりや長介の時は、後に『なるほど!ザ・ワールド』で定番となる「マサイ族」を特集[14]。
- にっぽんの歌 - 1979年1月3日。かつて2期に渡って放送された歌謡番組を、正月特番として復活。司会は高峰三枝子。番組は19:00 - 20:51の拡大版とし、枠名称も『新春水曜スペシャル』とした。
- おめでとう!皇太子妃美智子御成婚20周年特集 - 1979年1月31日放送。「テレビ朝日開局20周年記念番組」として放送。皇太子（現 - 太上天皇）と皇太子妃（現 - 上皇后）のご成婚20周年を記念して放送された。ナレーター：河内桃子[15]。
- 石原裕次郎シリーズ
  - 燃えろ!石原裕次郎 芸能生活25周年記念 - 1979年5月30日放送。石原裕次郎の芸能生活25周年を記念したパーティーで、渡哲也などの石原プロモーション所属芸能人（寺尾聰は実父・宇野重吉と共に参加）や、宍戸錠などの元・日活芸能人が出演。司会は玉置宏。裕次郎の過去を振り返るコーナーでは、講釈師は藤村有弘（日活映画で共演あり）、コントパートは星セント・ルイスが出演、この他VTRでは、読売ジャイアンツから当時監督だった長嶋茂雄（現：同球団終身名誉監督）や、当時現役の王貞治も出演した。
  - おめでとう!石原裕次郎と太陽の仲間たち - 1983年4月20日放送。石原プロモーション設立20周年を記念し、石原裕次郎・渡哲也をはじめとする石原プロモーション所属芸能人が出演、石原裕次郎の歌などで構成。司会は森光子。VTRでは『黒部の太陽』（劇場版）で共演した三船敏郎と宇野重吉（ここでも寺尾聰が出演）、『栄光への5000キロ』・『富士山頂』で共演した勝新太郎、日活時代の監督・舛田利雄、そして実兄・石原慎太郎（後の東京都知事）などが出演した。
- 大事件だよ全員集合!! - 1980年10月1日放送。当番組では極めて異例の「映画」[16]。

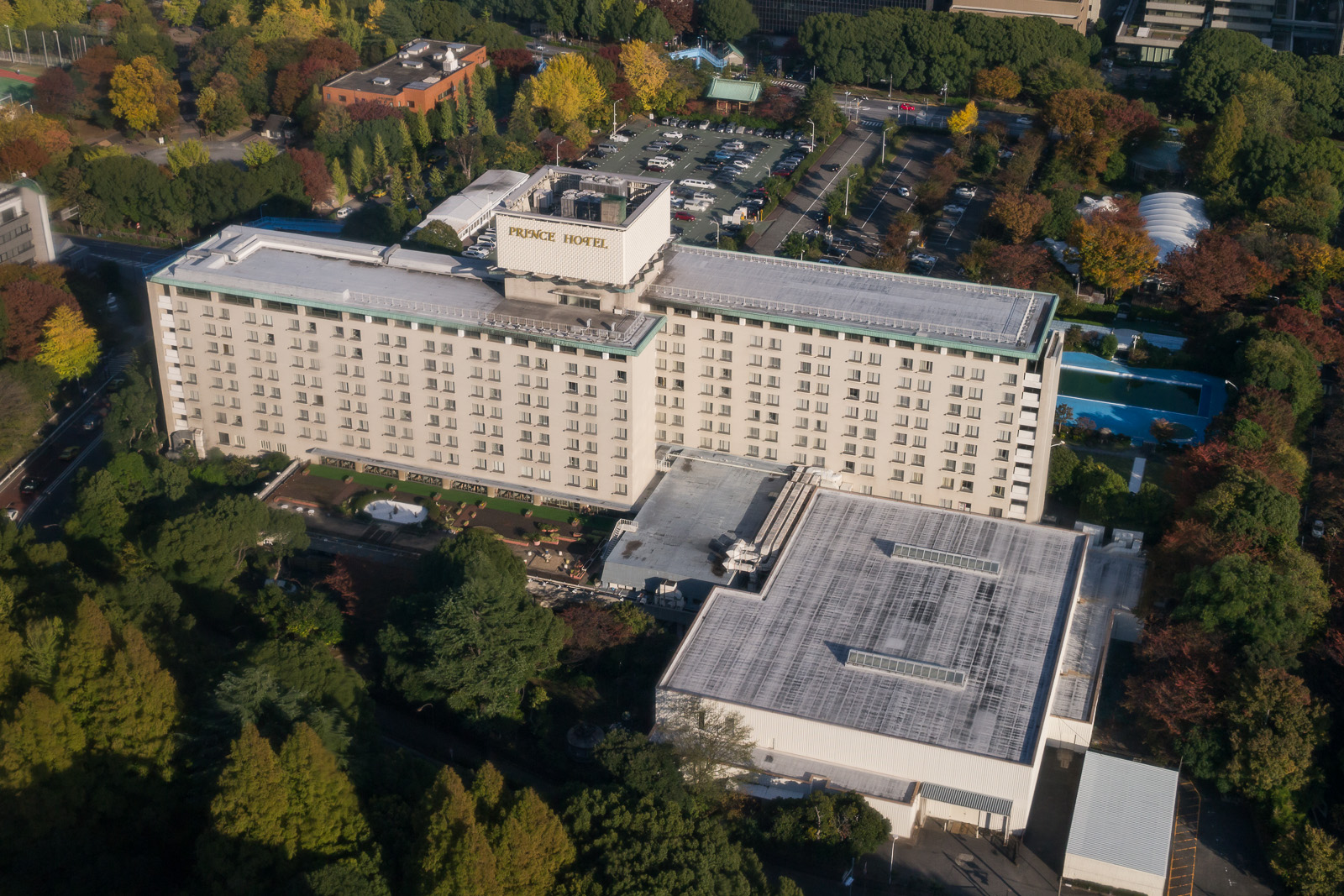
「さよならパーティー」が開催された東京プリンスホテル

- 山口百恵は今夜旅立ちます…引退記念特別企画・今夜最後のメッセージ - 1980年10月15日放送。この日を以て芸能界を引退する山口百恵のドキュメンタリー。山口の引退パーティー「さよならパーティー」が開催された東京プリンスホテルからの生中継。放送枠は19:00 - 20:51[17]。
- 夢の球宴!プロ野球オールスターOB戦 - 1981年1月7日放送。プロ野球OBによる野球合戦。
- ザ・ショックきもだめし - 他局の我慢比べものへの対抗。
- ドリフと女優の爆笑劇場
- 男の花道・ケンカ道 - ABC制作。漫才師「横山やすし・西川きよし」への密着ドキュメント。
- 警視庁潜入24時!! - 警察24時ものの元祖的存在。機動捜査隊への密着取材を得意とした。
- 熱闘!甲子園 第61回全国高等学校野球選手権大会の記録 - 1979年（昭和54年）8月22日（決勝戦翌日）放送。ABC制作。構成:阿部牧郎 同大会を地方大会から密着取材して選手やその周辺の人々からみた高校野球にスポットをあてた番組（翌年は別の枠で放送）。これが1981年からの熱闘甲子園につながる。
- 決定!ミス・ユニバース日本代表 - ABC制作。
- アントニオ猪木異種格闘技戦

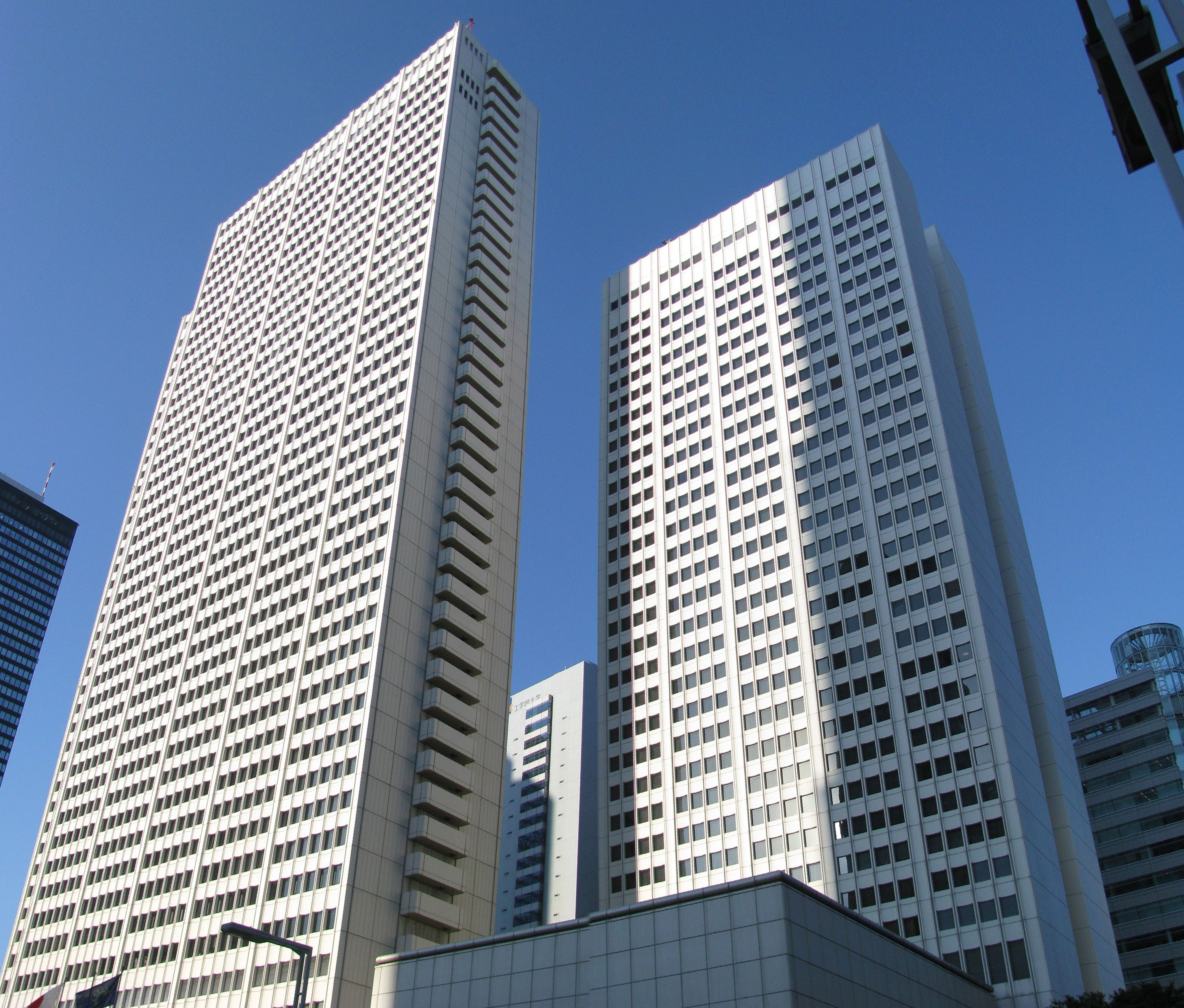
「猪木対アリ」の調印式とセレモニーが行われた京王プラザホテル

- - 今世紀最大の闘い! 今夜対決アントニオ猪木対モハメッド・アリ前夜祭実況生中継!! - 1976年6月23日放送。3日後の6月26日に行われる「アントニオ猪木対モハメド・アリ」戦の調印式の模様を、調印式会場となる京王プラザホテルから生中継。開場ではセレモニーとして、岡田奈々・林寛子・小林麻美らによる歌や、猪木・アリ両陣営の応援合戦が行われ、また番組では、猪木とアリのこれまでの試合のVTRや、来日後のアリの行動も放送された[18]。
- 絢爛! 夢のたからじぇんぬ大同窓会 - 1977年11月23日放送。「モン・パリ」創立50周年を記念し、宝塚歌劇団現役とOGが出演、宝塚歌劇の映像やタカラジェンヌらによる歌などで構成。司会は八木治郎。現役組は汀夏子、鳳蘭、安奈淳、松あきらほか。OG組は淡島千景、乙羽信子、月丘夢路ほか。
- プロボクシング世界タイトルマッチ
- （あなたが選ぶ）全日本歌謡音楽祭（初回となる1975年の「入賞者発表」と「決勝」、1981年の「決勝」を放送）
- 日本歌謡大賞（1978年11月15日・1982年11月17日 19:00 - 20:54）
- ホリプロタレントスカウトキャラバン

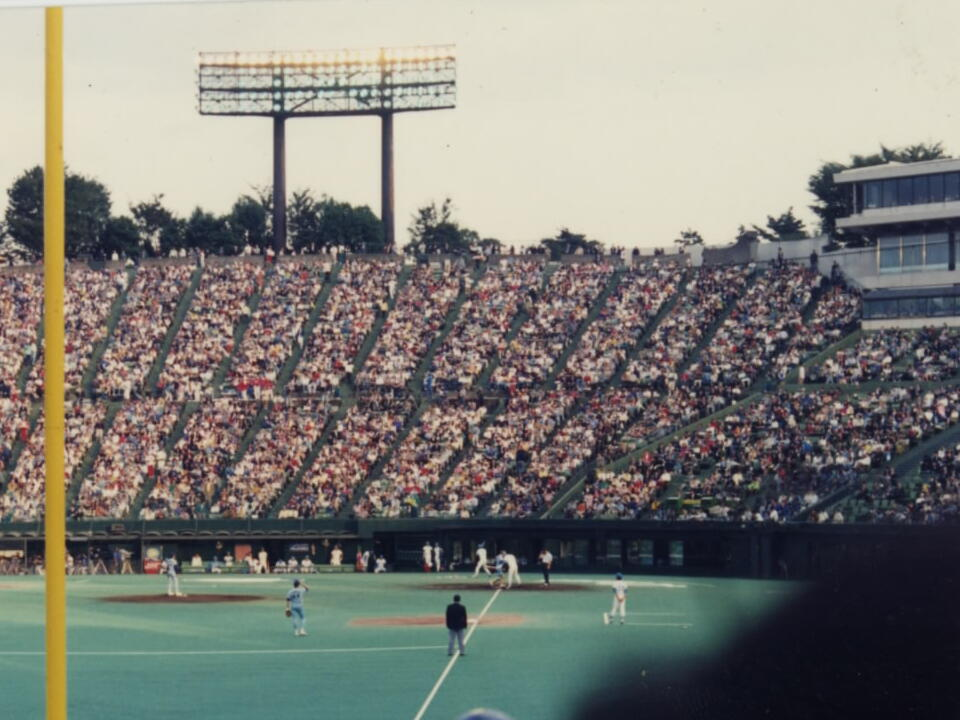
「野球大会」が開催された西武球場（現：西武ドーム）。写真は1993年

- 熱球!熱戦!オールスター野球大会 - 1982年3月31日放送[19]。芸能人を「トップファイターズ」と「グレートパワーズ」に分けて行う野球大会。開催場所は西武球場（現：西武ドーム）。トップファイターズのメンバーはいかりや長介（ザ・ドリフターズ。監督）・沢田研二・清水健太郎・井上順ほか、グレートパワーズのメンバーはハナ肇（ハナ肇とクレージーキャッツ。監督）・山本譲二（元・高校球児）・郷ひろみ・堺正章ほか、主審：森山周一郎、始球式ゲスト：松田聖子。前年から再開した『オールスター夢の球宴』（フジテレビ）のメンバーによる野球大会だが、この回だけの放送だった。

### 新水曜スペシャル
1986年4月 - 1987年9月。「水曜スペシャル」をリニューアルし、19時からの2時間枠に拡大。「水曜スペシャル」の前の19時台前半枠（1976年4月当時「霊感ヤマカン第六感」・最末期に「クイズなんでも一番館」）の制作局だった朝日放送（ABC）も制作に加わり、不定期で制作を担当した。『ニュースシャトルANN』の開始に伴い終了、いったん水曜日から特番枠を撤退。
- 春だ、今夜はアニメまつりだ とびだせ、ドラえもん

- 日本歌謡大賞 - 1986年11月19日放送。テレビ朝日制作担当回がテレ朝水曜単発枠で放送されるのは、これが最後[注 10]。

### 水曜スーパーテレビ
1989年4月 - 1990年3月
『ニュースシャトルANN』の枠移動に伴い、水曜日の特番枠が再開。再び19時30分スタートに戻る。
- 春だ! 映画だ! ドラえもん祭り - 1990年3月7日放送。劇場版ドラえもんが10周年記念として、映画10作を振り返る映像や最新映画をご紹介。
- 郷ひろみの宴ターテイメント - 1989年4月19日から同年10月25日まで6回に渡って放送。郷ひろみが司会を務める歌謡番組で、『夜のヒットスタジオ』（フジテレビ系列）のプロデューサーだった疋田拓がプロデューサーと総合演出を務めた。
- 年忘れドリフも女優も爆笑コント傑作集!! - 1989年12月27日放送。

### 水曜スーパーキャスト
1990年4月 - 1991年3月
再び19時スタートに。テーマ曲をB'zが担当。また、バラエティーの単発枠としては珍しくオープニングテーマ曲・エンディングテーマ曲があった。
- 春だ一番!日本一のアニメ祭り - 1991年3月6日放送。『ドラえもん』を始め、当時継続中の『チンプイ』・『魔法使いサリー（第2作）』・『きんぎょ注意報!』・『おぼっちゃまくん』・『まじかる☆タルるートくん』・『ハーイあっこです』の主要キャラが集合したクロスオーバー特番。「紹介コーナー」では放送間近の『21エモン』も紹介。

### 水曜特バン!
1991年4月 - 1995年9月
再度19時30分スタートに。これを最後に、いったん水曜日から特番枠を撤退する。その後は19時から30分枠だった『目撃!ドキュン』を1時間に拡大するなどしているが、試行錯誤が続く。
- 生特バン! - ABC制作。ミス・ユニバース日本代表選考会の生中継。
- 春一番!日本一のアニメ祭り - 1992年3月4日と1993年3月3日に放送。1992年版では『きん注』に代わり、『美少女戦士セーラームーン』の月野うさぎ、前回では紹介止まりだった『21エモン』から21エモンとモンガーがそれぞれ登場、「紹介」では『スーパービックリマン』と『クッキングパパ』、そして現在でも放送中の『クレヨンしんちゃん』の3本を紹介した。続く1993年版ではその『クレしん』から野原しんのすけと野原みさえ、『スーパービックリマン』からフェニックス、『クッキングパパ』から荒岩一味がそれぞれ登場、また『おぼっちゃまくん』に代わって始まった『南国少年パプワくん』からパプワも登場、「紹介」では『GS美神』を紹介した。しかしこの回でシリーズが終わったため、『GS美神』の美神令子・横島忠夫・おキヌらはシリーズ未出演となった[注 11]。
- ドラえもん ボクの感謝の90分! 夢の四次元バラエティー - 1993年9月8日放送。『ドラえもん』放送15周年とテレビ朝日開局35周年を記念。『ドラえもん』の15年を振り返り、また原作者の藤子・F・不二雄を始め、大山のぶ代ら声優陣、そして柳沢慎吾や生稲晃子などのゲストが、ドラえもん達と会話したり、ドラえもんが『パーマン』・『オバケのQ太郎』・『エスパー魔美』・『チンプイ』・『21エモン』といったFアニメキャラと共演もした。この他、全国各地から集められた、ドラえもんそっくりな顔をした一般人によるコンテスト『ドラ顔コンテスト』も催された。
- 発表! 1億2000万人のアニメ名作グランプリ - 1994年3月9日放送。著名人や視聴者から寄せられたアンケートを元に、過去にテレビ朝日で放送されたテレビアニメを60本、アニメ主題歌を20曲をランキング形式で紹介。また『クレヨンしんちゃん』の第1回も放送。この他、公開間近の『ドラえもん のび太と夢幻三剣士』を紹介。
- 有名人わがままアニメグランプリ - 1995年3月1日放送。『名作グランプリ』に引き続き、名作アニメを紹介。また公開間近の『ドラえもん のび太の創世日記』と『クレヨンしんちゃん 雲黒斎の野望』を紹介した。しかしテレ朝水曜単発枠でのアニメ関連特番はこれが最後となったため、翌年以降の『ドラ』と『クレしん』の劇場版紹介は、通常放送（金曜19時台）の拡大版などで紹介する様になった。
- 特別企画!夢の音楽祭 今夜歌手267名生出演 史上最大の感謝祭 - 1991年11月6日放送。前年で終了した『全日本歌謡音楽祭』に代わる賞レースの要素を撤廃した生放送の音楽特番。司会は『ミュージックステーション』のタモリと生島ヒロシと『歌謡びんびんハウス』の笑福亭鶴瓶、『華麗にAh!so』の研ナオコが務めた。この特番としては1回限りで、翌年からは『ミュージックステーションスーパーライブ』に移行する。
- 新宿警察24時シリーズ
- 加トちゃんケンちゃんスペシャル
- さんまのナンでもダービー(レギュラー化以前）
- ビートたけし杯争奪紅白お笑い大合戦 - 1991年12月放送。元々は、同年夏に同局深夜帯に放送していた『こだわりTV PRE★STAGE (木曜)』の生放送で行われた若手芸人演芸企画で、浅草キッドがたけしの悪口を言った事を、たけしが偶然飲み屋で放送を見ていて急遽テレ朝のスタジオに深夜乱入してパンツ一丁姿で浅草キッドの2人を殴る蹴る行為に及んだ。当時『ビートたけしのTVタックル』を担当していた番組統括プロデューサーの北村英一がゴールデンタイムで同様の企画をたけしに打診して制作した特別番組。

## スイスペ!
- 放送期間：2002年7月17日 - 2004年9月29日。
- 放送時間：毎週水曜日19:00 - 20:48 (JST)

### 概要
テレビ朝日では、1999年3月に「サンデーパワーTV」が終了して以来、3年間ゴールデンタイムの単発枠が消滅していた。
2002年、当時放送されていた19時台の「目撃!ドキュン」、20時台の「せきらら白書」を打ち切り水曜日に伝統のスペシャル枠を復活させた。なお「スイスペ!」放送開始後、2004年にフジテレビが「カスペ!」、2006年にTBSが「金スペ!」（同年秋に打ち切り、『水トク!』へ）、2007年4月に日本テレビが「モクスペ」をスタートさせている。2004年10月から2007年3月まで単発枠は土曜日に移動し、「ドスペ!」として放送されていた（→ドスペ!参照）
なお初期には「スイスペ」ではなく「水曜スペシャル」の番組名で放送されており、併用もされていたようである(完全に切り替わったのはいつなのかは不明)。

### 放送内容
藤岡弘、探検隊シリーズ
「水曜スペシャル」の定番シリーズだった「川口浩探検隊」シリーズが藤岡弘、を新隊長に迎えて復活。
2004年9月8日までに計4回放送（藤岡弘、探検隊シリーズはこの他に2004年1月2日に特別番組として、2005年3月19日に『ドスペ!』枠で1回放送されている）。なお、前シリーズで疑念となったやらせ問題については、サブタイトルに「冒険エンターテイメント」と標榜し、あくまでドキュメンタリー番組ではないことを明示することで対処している。
セルフパロディ的な展開として、同局の『シルシルミシル』で藤岡があらゆる物の裏側をレポートするコーナー「藤岡弘、探検隊」が不定期で放送されており、『ナニコレ珍百景』でも自然界の珍百景を藤岡がリポートする「探検珍百景」「ワイルド珍百景」、照英とのコンビでの「洞窟珍百景」のコーナーが、2時間スペシャルなどで不定期に放送されている。
久米宏のがん戦争シリーズ
『水曜スペシャル』から継続のシリーズ。久米宏が「がん」のメカニズムに関する最新リポート、最新治療やターミナルケアなど現場の最前線や、患者本人と家族をとりまく現実に迫る。
警視庁24時シリーズ
タイトルは「警視庁」となっているが、全国各地で様々な犯罪を取り締まる警察官の姿に24時間密着取材を敢行したドキュメンタリー。
タイムショック芸能人バトルロイヤル
『スイスペ!』開始とともに終了した『タイムショック21』の芸能人チーム対抗戦。2002年秋 - 2004年春の3回実施。2004年秋以降から春・秋の2回（主に水曜日か木曜日）、改編期特番として番組出演者ならびに助っ人を使って高額賞金獲得かけて挑む。
さまぁ〜ずと優香のスイスペ!チェック
さまぁ〜ず、優香が司会。芸能人に様々なチェック問題を行う。ある種、朝日放送『人気者でいこう!』の「芸能人常識チェック」「芸能人格付けチェック」めいた番組。
ザ・ディスクロージャー
SMAPの稲垣吾郎が歴史的事件の真実に迫る（2004年8月4日放送）
ネクスペ!
20:48 - 20:54。次回予告。関東地区のみ放送。
外部リンク：スイスペ!

## 水曜スペシャル以外の番組
詳細は当該項を参照されたい。
- 月曜日
  - 月曜スペシャル90（1984年10月1日 - 1985年9月23日放送）
  - 月バラ!（2006年4月10日 - 2007年3月12日放送）
- 火曜日
  - 火曜スーパーワイド（1988年4月5日 - 1990年3月27日放送）
- 土曜日
  - ドスペ!（2004年10月30日 - 2007年3月31日放送）
  - サタスペ!（2009年4月4日 - 9月26日放送）
- 日曜日
  - ザ・スーパーサンデー→ザ・ゴールデンタイム→サンデーパワーTV（1995年4月2日 - 1999年3月28日放送）
  - サンデーデラックス（2007年7月15日 - 12月放送）

## その他

### 漫画
- DVD化に合わせて未確認生物編の5話が山口正人・渡辺保裕・塚原洋一・沖圭一郎・のなかみのるにより漫画化され、日本文芸社より『漫画ゴラク』2005年1月28日増刊号として発売された[20]。2007年にはGコミック『漫画川口浩探検隊 未確認生物編』として発売されている[21]。

### パロディ
「川口浩探検隊シリーズ」は多数のパロディが存在する。
- 「ゆけ!ゆけ!川口浩!!」 - 嘉門タツオのシングルで1984年6月21日にリリースされた。B面は「あったらコワイセレナーデ」。川口探検隊を茶化した内容になっており、例えば「川口隊長が洞窟に入る前に、カメラマンや照明さんが入ってるよね」という主旨のツッコミを入れている。なお曲名は『巨人の星』の主題歌「ゆけゆけ飛雄馬」のパロディ（「ドンとゆけ」のフレーズも共通）。
- 決死の探検サバイバル ゆけゆけ! 山口君 - この企画を元にしたとされるアーケードゲーム。当初は「川口君」だったが肖像権等の問題により「山口君」に改題された。
- クレヨンしんちゃん - 『土曜のスペシャル 野原ひろし探検隊』が放送された（当初は作中の登場人物である川口とひろしが組んで「川口ひろし探検隊」としていたがすぐに川口は排除され、改名される）また、「藤岡弘、探検隊シリーズ」のネタとも絡めて藤岡自身がゲスト出演している。
- 妖怪ウォッチ - 『金妖スペシャル! コマさん探検隊!』が放送された。
- おそ松さん - 『月曜深夜スペシャル 松野家探検隊が行く』が放送された。

### 関連書籍
- 『ヤラセと情熱 水曜スペシャル「川口浩探検隊」の真実』プチ鹿島（双葉社、2022年12月、ISBN 4-5753-1760-8） - 番組スタッフに8年がかりで取材したノンフィクション本。